# The Hoodlum Saint
The Hoodlum Saint is een Amerikaanse dramafilm uit 1946 onder regie van Norman Taurog.

## Verhaal
Terence Ellerton 'Terry' O'Neill heeft jarenlang gewerkt als verslaggever voor het dagblad Baltimore Times, maar als de Eerste Wereldoorlog aanbreekt besluit hij in dienst te gaan. In 1919 keert hij terug naar Baltimore en merkt hij dat de tijden zijn veranderd. Het lukt hem niet om zijn baan terug te krijgen en hij raakt langzaam de draad kwijt. Vastberaden om een eigen imperium op te richten besluit hij een bruiloft van rijke socialites bij te wonen om contacten te maken.
Daar ontmoet hij Kay Lorrison, de nicht van uitgever Joe Lorrison. Ze tonen interesse in elkaar en zij regelt een baan voor hem. Al snel blijkt dat hij niet loyaal is: hij neemt ontslag om te werken in de aandelenmarkt met Malbery, een concurrent van de Lorrisons. De inmiddels materialistisch ingestelde Terry ziet dat hij Kay niet meer kan gebruiken voor zijn eigen belang en beëindigt hun relatie. Hoewel hij in korte tijd uitgroeit tot een zeer welvarende man, vervreemdt hij zich van al zijn vrienden.
In eenzaamheid keert Terry's vriend Snarp naar de religie en hij vertrouwt volledig op Dismas. Hij gebruikt het vermogen van Terry om aan liefdadigheidswerk te doen. Bij de beurskrach van 1929 vallen zijn koersen. Kay, inmiddels weduwe, probeert hem te helpen, maar het lukt haar niet hem te behoeden voor een financiële catastrofe. Met veel geluk vindt hij werk bij een krant. Zijn gezondheid gaat er echter op achteruit en dit heeft veel invloed op zijn artikelen.
Uiteindelijk stort Terry zowel fysiek als emotioneel in. Tijdens zijn herstel wordt hij geïnformeerd dat nachtclubzangeres Dusty Millard van plan is om het geld van het door Snarp opgerichte Dismas-fonds te stelen. Uit woede doet hij er alles aan haar tegen te houden. Hij wordt bijgestaan door Kay, met wie hij van plan is om te trouwen.

## Rolbezetting
| Acteur                  | Personage                        |
| ----------------------- | -------------------------------- |
| William Powell          | Terence Ellerton 'Terry' O'Neill |
| Esther Williams         | Kay Lorrison                     |
| Angela Lansbury         | Dusty Millard                    |
| James Gleason           | Snarp                            |
| Lewis Stone             | Priester Nolan                   |
| Rags Ragland            | Fishface                         |
| Frank McHugh            | Three Finger                     |
| Slim Summerville        | Eel                              |
| Roman Bohnen            | Priester O'Doul                  |
| Charles Arnt            | Cy Nolan                         |
| Louis Jean Heydt        | Mike Flaherty                    |
| Charles Trowbridge      | Oom Joe Lorrison                 |
| Henry O'Neill           | Lewis J. Malbery                 |
| William 'Bill' Phillips | Dave Fernby                      |
| Matt Moore              | Priester Duffy                   |

## Achtergrond
Aanvankelijk zou Brian Donlevy een rol spelen in de film, maar hij trok zich later terug van het project. Het was een van Esther Williams' weinige films waarin ze niet zwemmend te zien was. The Hoodlum Saint werd dan ook geen succes. Volgens Williams vond het publiek haar en tegenspeler William Powell geen goede match.
De film werd geen succes. Volgens Williams kwam dat door de hoogmoed van de crew, die vond dat de film Oscarmateriaal was. Hierdoor hielden ze volgens de actrice geen rekening met de uitwerking. The New York Times sprak negatief over de plot, maar gaf alle lof aan Powell.